# William Philip Kellino
William Philip Kellino (hacia 1874 – 31 de diciembre de 1957) fue un director cinematográfico de nacionalidad británica.
Nacido y fallecido en Londres, Inglaterra, su nombre completo era William Philip Kellino Gislingham. Fue el padre del cineasta Roy Kellino.

## Selección de su filmografía
- After the Ball Was Over (1914)
- Alf's Button (1920)
- The Fordington Twins (1920)
- The Autumn of Pride (1921)
- Rob Roy (1922)
- The Mating of Marcus (1926)
- Smashing Through (1929)
- Sailors Don't Care (1929)
- Alf's Button (1930)
- Who Killed Doc Robin? (1931)
- The Poisoned Diamond (1934)
- Royal Cavalcade (1935)